# IC 1464/2
IC 1464/2 је спирална галаксија у сазвијежђу Водолија која се налази на листи објеката дубоког неба у Индекс каталогу.
Деклинација објекта је - 8° 59' 32" а ректасцензија 23h 3m 12,0s. Привидна величина (магнитуда) објекта IC 1464 износи 14,9 а фотографска магнитуда 15,7. IC 14642 је још познат и под ознакама IC 1464B, MCG -2-58-21, NPM1G -09.0724, PGC 70344.